# Avahi laniger
Il maki lanoso o avahi orientale (Avahi laniger (Gmelin, 1788)) è un lemure della famiglia degli Indriidi, endemico del Madagascar.
Recentemente, la sottospecie Avahi laniger occidentalis è stata elevata al rango di specie a sé stante col nome di Avahi occidentalis.

## Descrizione

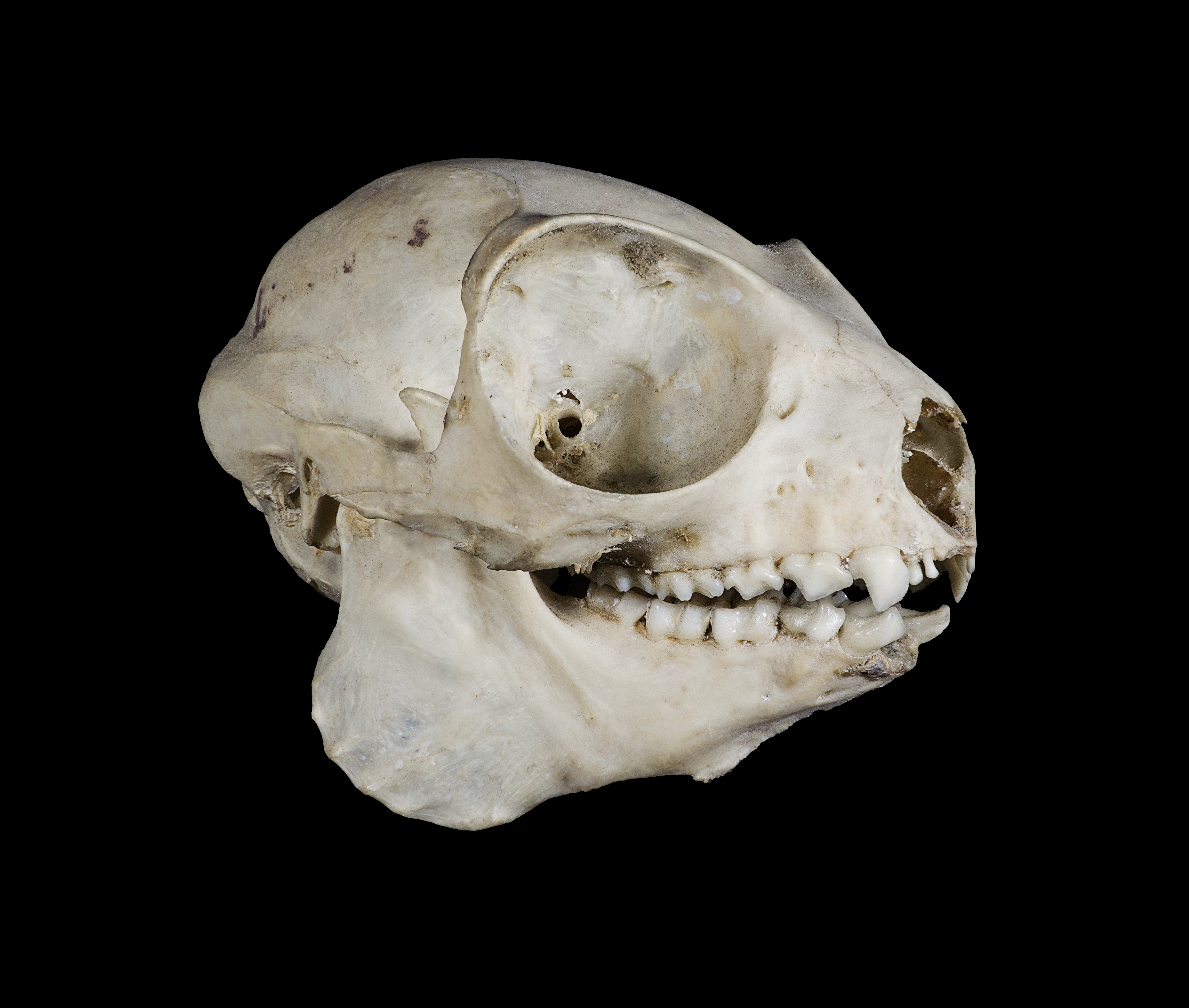
Cranio

### Dimensioni
Misura circa 30–45 cm, più altrettanti di coda, per un peso di circa 1 kg.

### Aspetto
Il mantello, a differenza di quello degli altri indridi, è di aspetto lanoso anziché setoso: il colore è grigio-bruno, con variazioni individuali di tonalità. Gli avambracci, gli stinchi ed il pelo delle mani sono biancastri: una caratteristica striscia bianca corre su per le cosce, mentre la coda è di color rosso-arancio che tende ad inscurirsi nella parte distale.

La testa è tondeggiante, con piccole orecchie reniformi che vengono quasi del tutto celate dal pelo. Gli occhi sono grandi, da animale notturno (anche se la specie è diurna) ed il muso corto e tozzo.

Come in molte altre specie di lemuri, gli incisivi anteriori sono modificati a formare una sorta di pettine, utilizzato nelle operazioni di grooming.

### Dimorfismo sessuale
A prima vista, i due sessi sono indistinguibili: un esame approfondito, tuttavia, rivela le maggiori dimensioni della testa e dei molari dei maschi in proporzione al corpo.

## Biologia
Si tratta di animali erbivori, diurni ed arboricoli: se costretti al suolo, saltellano lateralmente sulle zampe posteriori, come i sifaka, mentre sugli alberi sono animali lenti e cauti, anche se capaci di grandi salti.

A causa dello scarso valore nutritivo del loro cibo, non sono animali molto reattivi, anzi passano gran parte del loro tempo a sonnecchiare fra le chiome degli alberi, dove è una facile preda a causa della posizione assai esposta.

I maki lanosi sono animali sociali: vivono perlopiù in gruppi familiari, con una coppia dominante riproduttrice e vari cuccioli di differenti età, provenienti da varie cucciolate. Ogni gruppo occupa un territorio che si estende per circa 2 ettari, il che (assieme all'abitudine di marcare sporadicamente con le secrezioni delle ghiandole della gola le zone perifercihe del territorio) indica un certo grado di territorialità: tuttavia, non sono stati finora documentati episodi di violenza dovuta a sconfinamenti di territorio.

I vari componenti di un gruppo, od animali appartenenti a gruppi differenti, utilizzano principalmente la comunicazione visiva, assumendo determinate posizioni per comunicare;  il grooming è utilizzato per creare o rinsaldare dei legami familiari, mentre raramente viene utilizzata la comunicazione tramite emissione di richiami.

### Alimentazione
L'alimentazione del maki lanoso consiste principalmente di foglie e germogli, anche se non di rado si osservano esemplari intenti a nutrirsi di foglie e frutti. L'animale mangia solo la parte esterna delle foglie, scartando il picciolo e la nervatura centrale, che spesso vengono lasciati attaccati alla pianta.

### Riproduzione
I maki lanosi sono animali rigorosamente monogami: la stagione riproduttiva va da marzo a maggio: la gestazione dura 4-5 mesi, al termine dei quali viene solitamente dato alla luce un unico cucciolo, anche se non sono infrequenti dei parti gemellari.

Il cucciolo resta attaccato a ventre ed in seguito (dopo il secondo mese) al dorso materno, mentre dopo il sesto mese è in grado di seguire la madre da solo, saltando di ramo in ramo: anche se il padre resta sempre nelle vicinanze, non sono mai stati avvistati maschi che trasportavano dei cuccioli.

Lo svezzamento completo viene raggiunto attorno all'ottavo mese di vita, ma il cucciolo tende a restare assieme ai genitori fino al compimento del secondo anno d'età.

## Distribuzione e habitat
Questi animali sono diffusi nella zona nord-orientale dell'isola, dove occupano la fascia costiera a basse altitudini, vivendo nella foresta pluviale.

## Conservazione
La IUCN Red List classifica Avahi laniger come specie vulnerabile.
La specie è inserita nella Appendice I della Convention on International Trade of Endangered Species (CITES).
È protetta all'interno del parco nazionale di Andasibe-Mantadia, del parco nazionale di Mananara, del parco nazionale di Marojejy, del parco nazionale di Zahamena, della riserva naturale integrale di Betampona, della riserva naturale integrale di Zahamena, della riserva speciale di Ambatovaky, della riserva speciale di Ambohitantely, della riserva speciale di Analamazaotra, della riserva speciale di Anjanaharibe Sud e della riserva speciale di Mangerivola.